# BK Skottfint
BK Skottfint är en idrottsförening som grundades december 1999 i Göteborg med mottot "mer än bara bra fotboll". Klubben har lyckats avancera i seriesystemet från division 8 (2000), division 7 (2001), division 6 (2002), division 5 (2008), division 4 (2009), division 3 (2014). Detta gjorde klubben till den yngsta klubben i Göteborgs Fotbollsförbunds högsta division.[källa behövs] Övriga klubbar i Division 4 var startade 1977 eller tidigare. Numera huserar Skottfint längre ner i seriesystemet.

## Historia
Klubben har sitt ursprung i Chalmers tekniska högskola när Christian Azar i mitten på 90-talet samlade ihop ett antal vänner att spela fotboll i studentturneringar under namnet Skottfint. När sedan ett antal spelare från allsvenskan och superettan ville avrunda sina fotbollskarriärer på elitnivå så bildades idrottsföreningen BK Skottfint. Första seriematchen spelades 13 april 2000.

## Profiler genom åren
Tidigare spelare som spelat på elitnivå inkluderar:
- Robert Tranberg (Västra Frölunda IF)
- Mats Hedén (Västra Frölunda IF, BK Häcken)
- Patrik Jacobsson (GAIS)
- Alexander Bergström (Ljungskile SK)
- Henrik Blixt (Örebro SK, Västra Frölunda IF, BK Forward)
- Lars Ternström (GAIS)
- Marthin Möller (Falkenbergs FF)
- John Sallhag (Östers IF)
- Jonas Bjurström (BK Häcken, Västra Frölunda IF, Trelleborgs FF)
- Gustav Granqvist (IK Oddevold)

- Pierre Edström (Örgryte IS, GAIS)
- Daniel Milicevic (GAIS)
- Joakim Ljungberg (Västra Frölunda IF, GAIS, Frederikshavn FI Danmark)
- Peter Olofsson (Umeå FC, BK Häcken, GIF Sundsvall, Bryne FK Norska Tippeligaen)
- Karl Corneliusson (Örgryte IS, AIK, SSC Napoli)
- Magnus Dahlqvist (Västra Frölunda IF, Örgryte IS, Stenungsunds IF)
- Sami Vinni (Gunnilse IS)
- Lucas Egenwall (Falkenbergs FF)
- Dag Magnusson (GAIS, Gunnilse IS, Stenungsunds IF)
- Anders Prytz (Örgryte IS, Fredrikstad FK Norska Tippeligaen)
- Fredrik Nilsson (Djerv 1919 Norska Tippeligaen)
- Kjell Johansson, tränare (GAIS)
- Lars Agnetoft (IS Halmia, BK Häcken)
- Anders "Köla" Carlsson (Örgryte IS, Västra Frölunda IF)

Andra intressanta tidigare spelare:
- Christian Azar, personen bakom föreningens namn, professor i fysisk resursteori vid Chalmers tekniska högskola

## Hemmaplan
Mellan 2004 och 2017 spelade BK Skottfint sina hemmamatcher på Ruddalens IP. Speaker, matchprogram och prisutdelningar kompletterades med grill och café. Unikt för BK Skottfints besökare var att alla kostnader var valfria. Publikrekordet på Ruddalen är 505 åskådare i kvalmatchen till division 3 mot Stafsinge IF, 2010-10-16. Från och med säsongen 2018 spelar BK Skottfint på Bravida Arena.

## Övriga meriter
Vann 2008 Brônske Night Open med lag som Färjestad, norska Kongsvinger och Degerfors IF.